# Penstemon imberbis
Penstemon imberbis là một loài thực vật có hoa trong họ Mã đề. Loài này được (Kunth) Trautv. mô tả khoa học đầu tiên năm 1839.